# 拉氏冠帶魚
拉氏冠帶魚為輻鰭魚綱月魚目冠帶魚科的其中一種，分布於全球各大洋溫暖海域，屬深海魚類，棲息深度可達92公尺，體側扁呈銀色，前額突出呈角狀，背鰭軟條在頭部延伸成絲狀，體背具有深色斑點，魚鰭為紅色，背鰭軟條206-263枚，臀鰭軟條5-20枚，體長可達200公分，屬肉食性，以魚類及烏賊等為食。